# Певцы (район Чернигова)
Певцы (укр. Півці) — историческая местность (район) Чернигова, расположенная на территории Деснянского административного района. Село было центром Певчанского сельсовета.

## История
Село Певцы (Певцовое) возникло перед 1638 годом — период основания ряда сёл оседлыми казаками черниговского старосты Мартына Калыновского, в этом же году упоминается в подымном реестре.
«Разстояніемъ отъ села Полуботокъ въ 1-й, отъ Чернигова въ 6-ти верстахъ; 
положеніе имѣетъ на ровномъ мѣстѣ, въ чистыхъ поляхъ, при дороги 
проселочной»
Ю. Виноградский считал, что название связано с тем, что здесь жили певцы хоров Чернигова. Возможно основание села связано с семьёй Пивиновичей. 7 июня 1671 года черниговский мещанин Семён Степанович Соенко продал черниговскому полковнику сотнику Леонтию Артёмовичу Полуботку половину поля между хуторами Полуботки и Товтолис. Семён Саенко владел полем пополам с другим черниговским мещанином — своим зятем Василием Пивиновичем.
Согласно справочнику «Українська РСР. Административно-теріторіальний поділ на 01 вересня 1946 року» село числилось в составе Певчанского сельсовета (включал также хутор Александровку), затем согласно справочнику «Українська РСР. Административно-теріторіальний поділ на 01 січня 1972 року» село числилось в составе Бобровицкого сельсовета (включал также Александровку). В 1980-е годы село числилось в составе Новосёловского сельсовета. 
Население Певцов на 1990 год 280 человек.
В 1999 году Певцы, наряду с другим селом Черниговского района Александровкой, было включено в состав Деснянского района Черниговского горсовета без сохранения статуса, Постановлением Верховного Совета Украины Про изменение границ города Чернигов Черниговской области (Про зміну меж міста Чернігів Чернігівської області) от 8 июля 1999 года № 872-14.

## География
Район Певцы расположен в северной периферийной части Чернигова — севернее улицы Академика Рыбакова и до административной границы Черниговского горсовета с Черниговским районом. Застройка Певцов — усадебная (частные дома). На 1985 год сёла Певцы и Александровка расположены на наименьшем расстоянии около 0,5 км (поле), на 2019 год — поле застроено (между современными улицами Академика Рыбакова и Королёва) и районы без чётко выраженных границ.
Восточнее расположены садово-дачные участки и исторически сложившаяся местность Александровка, севернее — территория промпредприятия и спецтеритория (аэродром), западнее — гаражи (территория гаражного кооператива № 27 «Певцы»), южнее — садово-дачные участки и территория с/х предприятия.
На территории района нет предприятий. Здесь расположено местное кладбище. На территории кладбища расположен памятник истории местного значения «Братская могила 22 советских воинов, которые погибли при освобождении города Чернигова» (1943, монумент 1973) под охранным № 2110, без охранной зоны.

Галерея Певцов
улица Академика Рыбакова
Черниговская улица
улица Ривкина
пруд безымянного ручья между улицами Ящука и Ривкина

### Улицы
Основные улицы — Академика Рыбакова и Черниговская. Улица Академика Рыбакова соединяет Певцы с улицей Кольцевая и остальной частью Чернигова, Черниговская — тянется с запада на восток, соединяет Певцы с Александровкой. После вхождения Певцов в черту города Чернигова улицы для упорядочивания наименований были переименованы, например, Каштановая на Академика Рыбакова, Урожайная на Рывкина, Школьная на Юдашкина.
Улицы: Академика Рыбакова (Каштановая), Ривкина (Урожайная), Хозяйственная, Черниговская, Юдашкина (Школьная), Ящука (улица и переулок Космонавтов); переулок Черниговский.

## Социальная сфера
Нет школ и детских садов.

## Транспорт
По улице Академика Рыбакова проходят маршруты автобусов № 24. Нет троллейбусных маршрутов. При СССР в Певцах построили авиабазу Чернигов, которая работала сначала как военно-гражданский аэродром первого класса, затем при независимой Украине — как тренировочная авиабаза, и наконец закрыта в 2004 году.